# Paride Tumburus
Paride Tumburus (Aquileia, 8 de março de 1939 – 23 de outubro de 2015) foi um futebolista italiano.

## Carreira
Paride jogou pelos clubes Bologna F.C. 1909, Lanerossi Vicenza e Rovereto. Conseguiu quatro jogos pela seleção entre 1962 e 1963, além de ter jogado a Copa do Mundo FIFA de 1962 e os Jogos Olímpicos de Verão de 1960. Como treinador, teve duas passagens pelo Pordenone Calcio.[carece de fontes?]
Morreu em Aquileia após um ataque cardíaco.

## Títulos
- Serie A: 1964[5]